# Operatsija Y i drugije prikljutjenija Sjurika
Operatsija Y i drugije prikljutjenija Sjurika (russisk: Операция „Ы“ и другие приключения Шурика, da.: Operation Y og Sjuriks andre eventyr er en sovjetisk slapstick-spillefilm fra 1965 produceret af Mosfilm og instrueret af Leonid Gajdaj.
Filmen er løst baseret på et skuespil af Moris Slobodskij og Jakov Kostjukovskij Neserjoznye istoriii (da.:  entitled Light-hearted Stories (da.: Letsindige historier) og følger Sjurik, en naiv og nørdet sovjetiske studerende, der ofte kommer i latterlige situationer, men altid finder en udvej.
I filmen medvirker karaktererne "Fjols", Kujon" og "Pro", der også blev benyttet af Gajdaj i sine film Pjos Barbos i neobytjnyj kross (da.: Hunden Barbos og et usædvanligt kryds, 1961), Samogonsjjiki (da.: Hjemmebrænderne, 1961) og Kavkazskaja plennitsa, ili Novyje prikljutjenija Sjurika (da.: Den kaukasiske fange, eller Sjuriks nye eventyr, 1967).
Filmen blev meget populær i Sovjetunionen og blev med 69,6 millioner solgte billetter den mest sete film i USSR i 1965.

## Medvirkende
- Aleksandr Demjanenko — Sjurik
- Jurij Nikulin - "Fjols"
- Georgij Vitsin - "Kujon"
- Jevgenij Morgunov - "Pro"
- Vladimir Basov - streng politimand